# メジロラモーヌ
メジロラモーヌ（欧字名:Mejiro Ramonu、1983年4月9日 - 2005年9月22日）は、日本の競走馬、繁殖牝馬。
1986年に桜花賞（GI）、優駿牝馬（オークス）（GI）、エリザベス女王杯（GI）を制し、中央競馬史上初の牝馬三冠を達成した。1985年度優駿賞最優秀3歳牝馬、1986年度同最優秀4歳牝馬。1987年に史上21頭目の顕彰馬に選出された。その他の勝ち鞍に、1985年のテレビ東京賞3歳牝馬ステークス（GIII）、1986年の報知杯4歳牝馬特別（GII）、サンスポ賞4歳牝馬特別（GII）、ローズステークス（GII）。
半弟に1989年高松宮杯の勝利馬メジロアルダン（父アスワン）がいる。

## 生涯

### 出生 - デビュー前
1983年、北海道伊達市のメジロ牧場に生まれる。父モガミは、メジログループ前総帥の北野豊吉が、シンボリ牧場の和田共弘と共同所有した新種牡馬、母メジロヒリュウは6勝を挙げており、その半弟に京都新聞杯の勝利馬メジロイーグルがいる。幼名は「俊飛」。幼駒の頃の俊飛は両後脚の飛節に難があり、また性格的にも大人しく、周囲に大きな期待を抱かせるような馬ではなかった。同期の牝馬1頭とともに最後まで受け入れ先が決まらず、翌年7月になってようやく奥平真治が管理調教師となることに決まる。奥平はメジロ商事社長の北野俊雄と個人的に親交があったため、以前からメジロ牧場出身馬の管理を打診されており、俊飛はその第1号馬となった。
その後メジロ牧場で育成が積まれると、3歳を迎える頃から飛節の難点が解消されていき、徐々にバランスの良い馬体に変貌していった。競走年齢の3歳に達した7月、競走名メジロラモーヌと改名され函館競馬場に移動。馬名は馬主の冠名「メジロ」に、フランス・アルプス山脈に数多くある鋭い岩峰は針峰（エギーユ、Aiguille）と呼ばれるが、モンブラン山系にある岩峰の一つラモーヌ針峰（Aiguille de l'Amone）を加えたものである。奥平が預かった当時も、本馬はそれほど目立つ馬ではなかったという。一方で担当厩務員の小島浩三が注目した大きな腹袋は、心肺機能の高さを示唆していた。以後函館で調教を積まれる過程で優れた素質を見せ、秋に入り茨城県美浦トレーニングセンターに移動した。

### 競走馬時代

#### 3歳時（1985年）
1985年10月13日、東京競馬場の3歳新馬戦（芝1400mからダート1400mに変更）で、小島太を鞍上にデビュー。このころにはひ弱さは消えており、直前の調教では1000mで60秒を切る好タイムを記録、調教パートナーを4、5馬身突き離していた。こうした情報がファンにも伝えられ、初戦から単勝オッズ1.4倍という圧倒的な1番人気に支持された。レースもスタート直後から先頭に立つと、最終コーナーからは後続を突き離す一方で、2着に約20馬身差、3秒1の大差を付けて圧勝した。
次に重賞の京成杯3歳ステークス（11月3日）に出走。デビュー以来圧勝を続けていたダイナアクトレスとの対戦が注目を集めたが、同馬は故障で出走を回避、当日は牡馬ダイシンフブキを抑え単勝1番人気に支持された。しかし、スタートで他馬と衝突して興奮した影響から終始掛かり通しとなり、直線で失速。5頭立ての4着に敗れた。
競走後には疝痛、さらに骨膜炎（ソエ）を発症して調教を控える。しかしすぐに回復し、4週間後には条件戦に出走、小島が同日に阪神競馬場で騎乗していたため、本競走から柏崎正次が騎手を務めた。レースではほとんど追うところなく、2着に1馬身弱の差で勝利を収める。2週間後、当年の最終戦としてテレビ東京賞3歳牝馬ステークス (GIII) に出走。当日は単勝2番人気であったが、2着ダイナフェアリーに3馬身半の差を付けて勝利。人馬ともにキャリア初の重賞制覇を果たした。走破タイムの1分34秒9は、当時の3歳牝馬としては破格の好記録であり、この時点で3歳馬で1600メートルを1分35秒を切るタイムを記録したのはメジロラモーヌとマルゼンスキー、コーネルランサーの3頭のみだった。当年、通算4戦3勝の成績で、翌年1月には当年の最優秀3歳牝馬に選出された。

#### 4歳時（1986年）

##### クラシック二冠
厩舎内で休養の後、1月半ば過ぎからは古牡馬トウショウペガサスと併せ馬を行うなど、本格的な調教を再開した。26日には復帰戦クイーンカップを迎える。当日は単枠指定を受け、単勝オッズは1.2倍と圧倒的な人気を集めた。しかし競走前から激しく焦れ込む様子を見せ、レースでは先行2番手に付けながら直線で失速。4着に終わった。競走後、柏崎は「4コーナーの手応えは手が痺れるくらいだった。イレ込みも競馬では関係ない。なぜ負けたのか分からない」とコメントしたが、メジロ総帥の北野ミヤは競走前からその様子を訝しみ、「今日のラモーヌは負けるわよ」と語っていたという。
次走は桜花賞に備え関西に移動、トライアル競走の報知杯4歳牝馬特別に出走した。ラモーヌが3歳の頃から、関西で出走する際には関西の河内洋を騎手とする方針が決められており、予定通り本競走から河内が騎手を務めた。レースでは中団から後方を進んだが、第3コーナーで失速後退してきた先行馬の影響を受け、直線入り口でほぼ最後方の位置まで下がった。しかし直線では一気の追い込みを見せ、ゴール寸前でチュウオーサリーをクビ差交わしての勝利を収めた。懸念された馬ごみと稍重馬場を難なくこなした本馬は、この頃より、当時史上最強牝馬の1頭と目されていたテスコガビーとの比較が関係者・ファンの間で頻繁に交わされるようになっていった。
4月6日に迎えた桜花賞では、5枠13番で単枠指定を受け、オッズ1.6倍の1番人気となった。競走前には焦れ込む様子を見せたが、レースでは中団に付けると第3コーナーから先団に進出、直線で早めに抜け出し、追い込んだマヤノジョウオに1馬身3/4差を付けて優勝、クラシック初戦を制した。メジロ牧場にとって初のクラシック制覇であり、競走後の記念撮影では、河内が馬上で2年前に逝去した北野豊吉の写真を掲げた。また、後に「桜花賞男」と称される河内にとっても、これが最初の桜花賞勝利であった。
美浦に戻った後、二冠を目指す優駿牝馬（オークス）を控えたが、ここまでの2敗はいずれもオークス開催場の東京競馬場で喫しており、この不安点を払拭するためにトライアル競走のサンスポ賞4歳牝馬特別に出走した。桜花賞に出走していなかったダイナアクトレスと初対戦となったが、直線で先頭に立った同馬を一気に交わして勝利。リーゼングロス以来、4年振りとなる桜花賞馬による同レース勝利で東京競馬場での重賞初勝利を挙げ、オークスに臨んだ。トライアルの勝ち馬がオークスを勝った例は無いというジンクスもあったなか、単枠指定されて単勝オッズ1.8倍に支持された。レースではスタートで躓き後方からの運びとなる。しかし埒沿いの最短距離を通って徐々に先団に進出すると、最後の直線半ばで先頭に立ち、ユウミロクに2馬身半差を付けて優勝。テイタニヤ以来10年振り、史上7頭目の牝馬クラシック二冠を達成した。また、サンスポ賞4歳牝馬特別の優勝馬による同レース勝利も、これが最初であった。その競走内容は野平祐二より「オークス史上稀に見る強さ」と評され、河内はインタビューにおいて「テスコガビーを超えたと思う。本当に強い馬やな」と語った。河内は後に牝馬三冠において「もっとも楽だった」レースとしてこのオークスを挙げた。

##### 三冠達成 - 引退
競走後には故郷・メジロ牧場で休養に入った。8月には函館競馬場に入って調教を再開、以降は三冠が懸かるエリザベス女王杯を目標に、中山競馬場のクイーンステークスから復帰する予定であった。しかし夏負けのために函館入りから1週間で美浦に帰り、全身に笹針治療を施すことになった。また調教中に挫石が原因と見られる歩行異常を来たし、復帰予定は遅れた。10月に函館から直接関西に入り、疲れが残ってないか半信半疑の状態のなか、ローズステークスで復帰。レースでは先行集団に入り、直線で抜け出しを図るも、先行したポットテスコレディとの競り合いになる。ゴール寸前でクビ差交わして勝利を収めたが、苦しい勝利とも評された。競走後、「辛勝だったのでは」という記者の質問に対し、河内は「切れ味が鈍ったのは確かだが、馬場状態のせいだと思う」とかわした。
次走、11月2日にエリザベス女王杯を迎えたが、後の奥平の回想では、その状態は「70%くらいの調子」であった。本競走の前身・ビクトリアカップの創設以来初めての牝馬三冠達成が懸かり、当日の単勝オッズは1.3倍と圧倒的な1番人気となった。レースでは3番手の一団を進んだが、ゴールまで800m地点の第3コーナー下り坂から仕掛け、先頭に並んだ。一部には早過ぎるスパートとも映り、テレビ中継のアナウンスを行っていた杉本清は「河内、河内、早いのか、これでいいのか」と実況した。最後の直線では先頭を保ったが、ゴール前で脚が鈍り、直後に追い込んだスーパーショットが馬体を接した。しかしクビ差凌ぎ切り、4歳牝馬路線が整備されて以来、初めてとなる三冠を達成した。ラモーヌは三冠各競走のトライアル競走も全て制していることから「完全三冠」とも評された。また、この賞金の加算分で、獲得賞金が牝馬として初めて3億円を突破し、当時の歴代賞金女王ともなった。なおこのエリザベス女王杯の勝利で6連勝となり、これは当時の重賞連勝記録であった。三冠を導いた河内は、三冠全ての口取り撮影で北野豊吉の遺影を掲げた。
競走後にはジャパンカップへの出走を期待する声が上がったが、エリザベス女王杯の前から有馬記念での引退が決定しており、北野ミヤが改めて「あの子は花のうちに牧場に戻してやります」との声明を出し、ジャパンカップ回避の上で予定が踏襲される運びとなった。有馬記念の出走馬選定ファン投票では、ミホシンザン、サクラユタカオーに次ぐ3位で選出される。当日は「これまでで最高の体調」という状態で臨み、ミホシンザンに次ぐ2番人気に支持された。レースでは道中中団から直線に向いたが、抜け出しを図ったところで1頭分のスペースにラモーヌ、スダホーク、フレッシュボイスが同時に突っ込み、急ブレーキが掛かる形で失速。態勢を立て直せず、同期のダービー馬ダイナガリバーの9着と大敗を喫した。
当初の予定通り、この競走を最後に引退。翌1月に発表された優駿賞表彰では、最優秀4歳牝馬に選出された。トウメイ以来25年振りとなる牝馬の年度代表馬誕生も注目されたが、こちらは直接対決の有馬記念でラモーヌを下したダイナガリバーが選出された。これについて、競馬評論家の大川慶次郎が「2頭選ぶことはできないのか」と競馬会に問い合わせたが却下され、特別賞授与の提案も退けられたと明かしている。しかし当年の中央競馬フリーハンデでは、過去にテスコガビー、インターグロリア、ハギノトップレディに与えられた60kgを上回り、4歳牝馬の史上最高評価となる62kgが付与された。
2月8日には東京競馬場で引退式が執り行われ、エリザベス女王杯優勝時のゼッケン「13」を付けてラストランが披露された。同年、牝馬三冠が評価され、七冠馬シンボリルドルフと共に顕彰馬に選出された。

### 繁殖牝馬時代
引退後は生まれ故郷のメジロ牧場で繁殖牝馬となった。初年度にはメジロティターンが種付けされたが不受胎。翌年に再度同馬と交配され、1989年に初仔のメジロリュウモンが誕生した。しかし同馬は9戦未勝利で引退。3年目にはシンボリルドルフとの交配が行われ、三冠馬同士の配合が注目を集めた。誕生したメジロリベーラは「十冠ベビー」と呼ばれ、その成長過程がメディアで逐一報じられた。しかし脚元が弱く、競走馬としては1戦のみで骨折を発症し引退した。ラモーヌは受胎率が非常に悪く、1年で複数回の種付けを行うことがしばしばであり、また双子の受胎も多かった。こうした体質もあり、結局母を彷彿とさせる産駒は残せなかった。
2005年9月22日、老衰のためメジロ牧場で死亡。22歳だった。メジロ牧場（現・レイクヴィラファーム）内に墓が建てられている。その死後、メジロリベーラの孫・フィールドルージュが2008年の川崎記念を制し、牝系子孫から初めてのGI級競走優勝馬が出た。そのほかの子孫では、メジロリベーラの曾孫コウソクストレートが2017年のファルコンステークスを制し、メジロルバートの孫グローリーヴェイズが2019年の香港ヴァーズで海外G1制覇を成し遂げている。

## 競走成績
| 年月日 | 年月日 | 年月日 | 競馬場 | レース名             | 格      | オッズ（人気） | 着順 | 距離（馬場）  | タイム | 着差  | 騎手     | 斤量 [kg] | 勝ち馬/（2着馬）       | 馬体重 [kg] |
| ------ | ------ | ------ | ------ | -------------------- | ------- | -------------- | ---- | ------------- | ------ | ----- | -------- | --------- | ---------------------- | ----------- |
| 1985.  | 10.    | 13     | 東京   | 3歳新馬              |         | 1.8（1人）     | 1着  | ダ1400m（良） | 1:26.1 | 大差  | 小島太   | 53        | （ダイナボンダー）     | 466         |
|        | 11.    | 3      | 東京   | 京成杯3歳S           | GII     | 2.2（1人）     | 4着  | 芝1400m（良） | 1:23.9 | 0.7秒 | 小島太   | 53        | ダイシンフブキ         | 466         |
|        | 11.    | 30     | 中山   | 寒菊賞               | 400万下 | 2.1（1人）     | 1着  | 芝1600m（良） | 1:35.7 | 1 1/4 | 柏崎正次 | 53        | （フジノセンゴク）     | 456         |
|        | 12.    | 14     | 中山   | テレビ東京賞3歳牝馬S | GIII    | 4.9（2人）     | 1着  | 芝1600m（良） | 1:34.9 | 3 1/2 | 柏崎正次 | 53        | （ダイナフェアリー）   | 458         |
| 1986.  | 1.     | 26     | 東京   | クイーンC            | GIII    | 1.2（1人）     | 4着  | 芝1600m（良） | 1:36.5 | 1.0秒 | 柏崎正次 | 54        | スーパーショット       | 458         |
|        | 3.     | 16     | 阪神   | 4歳牝馬特別（西）    | GII     | 2.0（1人）     | 1着  | 芝1400m（稍） | 1:23.9 | クビ  | 河内洋   | 54        | （チュウオーサリー）   | 452         |
|        | 4.     | 6      | 阪神   | 桜花賞               | GI      | 1.6（1人）     | 1着  | 芝1600m（良） | 1:35.8 | 1 3/4 | 河内洋   | 55        | （マヤノジョウオ）     | 454         |
|        | 4.     | 27     | 東京   | 4歳牝馬特別（東）    | GII     | 1.9（1人）     | 1着  | 芝1800m（良） | 1.50.8 | 1 1/2 | 河内洋   | 54        | （ダイナアクトレス）   | 450         |
|        | 5.     | 18     | 東京   | 優駿牝馬             | GI      | 1.8（1人）     | 1着  | 芝2400m（良） | 2:29.6 | 2 1/2 | 河内洋   | 55        | （ユウミロク）         | 456         |
|        | 10.    | 12     | 京都   | ローズS              | GII     | 1.8（1人）     | 1着  | 芝2000m（良） | 2:01.3 | クビ  | 河内洋   | 55        | （ポットテスコレディ） | 462         |
|        | 11.    | 2      | 京都   | エリザベス女王杯     | GI      | 1.3（1人）     | 1着  | 芝2400m（良） | 2:29.1 | 1/2   | 河内洋   | 55        | （スーパーショット）   | 464         |
|        | 12.    | 21     | 中山   | 有馬記念             | GI      | 6.3（2人）     | 9着  | 芝2500m（稍） | 2:34.6 | 0.6秒 | 河内洋   | 53        | ダイナガリバー         | 466         |

## 産駒
|        | 生年   | 馬名               | 性 | 毛色   | 父                   | 戦績                                          |
| ------ | ------ | ------------------ | -- | ------ | -------------------- | --------------------------------------------- |
| 初仔   | 1989年 | メジロリュウモン   | 牡 | 鹿毛   | メジロティターン     | 9戦0勝（うち障害2戦0勝）                      |
| 2番仔  | 1990年 | メジロリベーラ     | 牝 | 黒鹿毛 | シンボリルドルフ     | 1戦0勝                                        |
| 3番仔  | 1992年 | メジロテンオー     | 騸 | 鹿毛   | リアルシャダイ       | 29戦3勝（うち障害2戦1勝、地方9戦0勝）         |
| 4番仔  | 1994年 | メジロディザイヤー | 牡 | 青鹿毛 | サンデーサイレンス   | 16戦2勝（うち障害4戦1勝、地方1戦0勝）、種牡馬 |
| 5番仔  | 1996年 | メジロモンジュ     | 牝 | 黒鹿毛 | リンドシェーバー     | 10戦0勝（うち地方2戦）                        |
| 6番仔  | 1997年 | メジロブレット     | 牡 | 鹿毛   | ティンバーカントリー | 21戦2勝（うち障害6戦1勝）                     |
| 7番仔  | 1998年 | メジロフラックス   | 牝 | 鹿毛   | ラムタラ             | 17戦1勝（うち地方1戦0勝）                     |
| 8番仔  | 1999年 | メジログリーン     | 牡 | 鹿毛   | メジロライアン       | 66戦4勝（うち障害6戦0勝、地方3戦1勝）         |
| 9番仔  | 2000年 | メジロベッカム     | 牡 | 青鹿毛 | ブライアンズタイム   | 27戦1勝（うち地方8戦1勝）                     |
| 10番仔 | 2002年 | メジロスノーシュー | 牝 | 青鹿毛 | エルコンドルパサー   | 不出走                                        |
| 11番仔 | 2003年 | メジロルバート     | 牝 | 鹿毛   | メジロライアン       | 12戦0勝（うち地方1戦0勝）                     |
| 12番仔 | 2004年 | メジロラスタバン   | 牡 | 鹿毛   | タニノギムレット     | 37戦2勝（うち障害22戦2勝、地方2戦0勝）        |

## 評価
名実共に歴史的な牝馬との評価を受けているものの、唯一古牡馬と対戦した有馬記念で大敗したこともあり、「牡馬相手に通用するレベルではなかった」と評する者もいる。一方で、有馬記念では競走中に明確な不利があり、着順が実力ではないとする見解は関係者内外を問わず多い。河内洋は1999年に雑誌『Sports Graphic Number』が行ったアンケートにおいて、ニホンピロウイナー、オグリキャップ、サッカーボーイなどの騎乗馬を差し置き、ラモーヌを自身が騎乗した内の最強馬として挙げており、「4歳で引退したので分からない部分もあるが、牡馬よりも強かったことを証明したかった」と述べている。また、奥平も自身が手掛けた管理馬の最強馬であるとし、調教師の栗田博憲は史上最強牝馬として名を挙げた。
美しい馬体と容姿についての評価が高い。メジロ牧場社長の北野雄二は「仔馬の頃から黒光りする綺麗な馬で、何とも言えない雰囲気があった。小さかった娘が『この馬と写真を撮りたい』とせがむほどだった」と回想しており、競馬漫画家のよしだみほは、「美しさと強さとをこれだけ完璧に並び持った馬は、長い歴史の中でもそうそう見つからないだろう」と評している。父のモガミには不格好な馬体との評価があり、大川慶次郎は「どうしてこんなに綺麗な馬体の仔がモガミから出てくるのだろうと思った」と述懐している。一方で、牧場では「モガミに似た馬」との評価も受けていた。また、メジロ牧場獣医師の田中秀俊は、アメリカを訪れた際にモガミの父リファールと対面し、ラモーヌと毛色こそ違うものの、非常に愛らしい顔立ちで目元と流星（白斑）の様子がよく似ていたとの印象を述べている。

## 血統表
| メジロラモーヌの血統          | メジロラモーヌの血統                                 | メジロラモーヌの血統         | （血統表の出典）             | （血統表の出典） |
| 父系                          | リファール系                                         | リファール系                 | リファール系                 | [ § 2 ]          |
| 父 *モガミ Mogami 1976 青鹿毛 | 父の父Lyphard 1969 鹿毛                              | Northern Dancer              | Nearctic                     | Nearctic         |
| 父 *モガミ Mogami 1976 青鹿毛 | 父の父Lyphard 1969 鹿毛                              | Northern Dancer              | Natalma                      |                  |
| 父 *モガミ Mogami 1976 青鹿毛 | 父の父Lyphard 1969 鹿毛                              | Goofed                       | Court Martial                | Court Martial    |
| 父 *モガミ Mogami 1976 青鹿毛 | 父の父Lyphard 1969 鹿毛                              | Goofed                       | Barra                        |                  |
| 父 *モガミ Mogami 1976 青鹿毛 | 父の母*ノーラック No Luck 1968 黒鹿毛                | Lucky Debonair               | Vertex                       | Vertex           |
| 父 *モガミ Mogami 1976 青鹿毛 | 父の母*ノーラック No Luck 1968 黒鹿毛                | Lucky Debonair               | Fresh as Fresh               |                  |
| 父 *モガミ Mogami 1976 青鹿毛 | 父の母*ノーラック No Luck 1968 黒鹿毛                | No Teasing                   | Palestinian                  | Palestinian      |
| 父 *モガミ Mogami 1976 青鹿毛 | 父の母*ノーラック No Luck 1968 黒鹿毛                | No Teasing                   | No Fidding                   |                  |
| 母 メジロヒリュウ 1972 鹿毛   | 母の父*ネヴァービート Never Beat 1960 栃栗毛         | Never Say Die                | Nasrullah                    | Nasrullah        |
| 母 メジロヒリュウ 1972 鹿毛   | 母の父*ネヴァービート Never Beat 1960 栃栗毛         | Never Say Die                | Singing Grass                |                  |
| 母 メジロヒリュウ 1972 鹿毛   | 母の父*ネヴァービート Never Beat 1960 栃栗毛         | Bride Elect                  | Big Game                     | Big Game         |
| 母 メジロヒリュウ 1972 鹿毛   | 母の父*ネヴァービート Never Beat 1960 栃栗毛         | Bride Elect                  | Netherton Maid               |                  |
| 母 メジロヒリュウ 1972 鹿毛   | 母の母*アマゾンウォリアー Amazon Warrior 1960 黒鹿毛 | Khaled                       | Hyperion                     | Hyperion         |
| 母 メジロヒリュウ 1972 鹿毛   | 母の母*アマゾンウォリアー Amazon Warrior 1960 黒鹿毛 | Khaled                       | Eclair                       |                  |
| 母 メジロヒリュウ 1972 鹿毛   | 母の母*アマゾンウォリアー Amazon Warrior 1960 黒鹿毛 | War Betsy                    | War Relic                    | War Relic        |
| 母 メジロヒリュウ 1972 鹿毛   | 母の母*アマゾンウォリアー Amazon Warrior 1960 黒鹿毛 | War Betsy                    | Betsy Ross                   |                  |
| 母系(F-No.)                   | アマゾンウォリアー系(FN:9-f)                         | アマゾンウォリアー系(FN:9-f) | アマゾンウォリアー系(FN:9-f) | [ § 3 ]          |
| 5代内の近親交配               | Nearco 5×5×5                                         | Nearco 5×5×5                 | Nearco 5×5×5                 | [ § 4 ]          |
| 出典                          | 1. 2. 3. 4.                                          | 1. 2. 3. 4.                  | 1. 2. 3. 4.                  | 1. 2. 3. 4.      |

- 半弟：メジロアルダン　日本と中国で種牡馬として供用（2002年死亡）
- 姪：メジロランバダ　日経新春杯、中山牝馬ステークス